# Etienne van Empel
Etienne van Empel (Tricht, 14 aprile 1994) è un ciclista su strada olandese, attivo in formazioni UCI dal 2013.

## Piazzamenti

### Grandi Giri
- Giro d'Italia

2020: 88º

### Classiche monumento
- Liegi-Bastogne-Liegi

2017: ritirato

### Competizioni europee
- Campionati europei

Offida 2011 - In linea Juniores: ritirato